# Círculo de Prensa Latinoamericano
El Círculo de Prensa de Latinoamericano es una organización de trabajadores de prensa independiente de América Latina. Operadores, periodistas, escritores de televisión abierta y de cable, locutores de radios AM, FM y En línea, prensa escrita en diarios, revistas, gacetillas, editoriales, agencias de noticias y páginas webs. El apoyándose en la Declaración Windhoek y llevando como bandera y estandarte la Declaración Universal de  Derechos Humanos, lucha por el pluralismo y la independencia de todos los trabajadores.

## Historia
La organización nace en un viaje del periodista y productor de contenidos argentino Andy C. WIlliams a Colonia del Sacramento Uruguay. Quien tras sufrir un accidente en el Buquebus con la valija que trasportaba el equipo de edición digital. Pide la cooperación a colegas uruguayos para poder cumplir con sus obligaciones laborales y descubre la necesidad de construir una red de asistencia dentro del marco del Mercosur. A raíz de la utilidad de la organización, que aunque carece de fines lucrativos, no está inscripta como una ONG se expande rápidamente y comienzan a contactarse y sumarse periodistas de diferente países de Latinoamérica.

## Integrantes
Si bien el CPL se caracteriza por eclecticismo de corrientes debido a que cada medio no solo toca temáticas diferentes sino que cada uno posee una impronta bien definida que imprimen en sus artículos, los medios fundadores son: Radio Parche (Perú) Varieté Periódico Marplatense, Tal vez Cultural, Revista Taims (Argentina) UY-Noticias (Uruguay)